# Itsuka suki da to itte
Itsuka suki da to itte (いつか好きだと言って?) è un manga ad ambientazione fantascientifica di Setona Mizushiro con tematiche shōnen'ai.

## Trama
In un futuro imprecisato la regione di Tokyo è divisa in due territori ostili l'un l'altro impegnati in una guerra che non rifugge l'uso delle tecnologie più all'avanguardia, quali i robot. A questi ultimi vengono spesso affidati dati top secret di importanza strategica, per poi essere inviati sul campo di battaglia per condurre una lacerante guerra di spionaggio militare. Costruiti per proteggere sino alla morte le informazioni affidate loro, i robot sono vincolati da una password segreta persino a loro stessi; estorti i dati top secret attraverso l'acquisizione della password, ogni automa va incontro a morte certa attraverso un'inevitabile autodistruzione.
Tokyo Est e Tokyo Ovest mandano sul campo gli ultimi ritrovati tecnologici: Platino per la fazione di Tokyo Est e Topazio, per quella di Tokyo Ovest.
Ai due viene ordinato di trascorrere tutti i giorni assieme per cogliere infine il rivale di sorpresa e carpirgli la parola chiave. A questa si accede col reciproco contatto labiale: sarà attraverso lo scambio di un bacio che un robot condannerà l'altro.
I giorni passano ed i due temporeggiano, incapaci di vedersi come due nemici. Il loro legame diventa così stretto che finiscono per innamorarsi l'uno dell'altro a loro insaputa.
Un giorno tuttavia Topazio, vedendo l'amante addormentato, non resiste e lo bacia. In quel momento la trappola scatta e la missione può dirsi conclusa. Devastato, torna al quartiere generale, incapace di accettare di aver mandato involontariamente il compagno a morte. Quando rivela la password al responsabile del laboratorio, Chigaya, questi rivela a Topazio che in realtà l'operazione avrebbe dovuto dirsi conclusa mesi fa: il robot era stato già baciato a sua insaputa da Platino e solo grazie al tradimento del capo scienziato della parte avversaria, Kono, egli era stato riprogrammato in tempo e la sua parola chiave sostituita.
Perché Kono si era spinto a tanto? Lo spiega la password da lui inserita, e destinata al responsabile di progetto suo nemico: “Se non fossi un androide potrei stare con te nei miei sogni”. Topazio lascia, disperato, la base militare e ritorna da Platino. Questi è ormai prossimo alla detonazione fatale e scaccia l'amante perché non perisca con lui. Sdasd non lo ascolta e i due muoiono entrambi stretti nel loro ultimo abbraccio. 

## Personaggi
Topazio
Androide di Tokyo Ovest. Ingenuo ed insicuro, Topazio sa dimostrare tuttavia una risolutezza e cura del prossimo ragguardevoli. Incapace di riconoscere i sentimenti che lo animano dal più profondo, è nonostante tutto capace di esprimerli spontaneamente.
Platino
Androide di Tokyo Est. Affidato alle cure di Kono, il quale lo sprona ad agire di propria volontà e secondo le proprie emozioni - anche di fronte all'eventualità di trasgredire agli ordini del consiglio militare. La password assegnatagli è: “Se non fossi un androide potrei essere nei tuoi sogni”, in realtà un messaggio di Kono destinato a Chigaya.
Chigaya
Tecnico impiegato nel laboratorio di scienze robotiche di Tokyo Ovest. Affidategli le cure di Topazio, venire a conoscenza di doversi scontrare a distanza col famoso e nemico Kono, esperto di robotica celebre in tutta la nazione, lo sprona a dare il meglio di sé finché, aiutato da Kono dopo la “violazione” della password di Topazio, non comicnai ad indagarsi sull'imprevedibile rivale. Scopre infine di avere conosciuto Kono quando quest'ultimo, ancora androide al servizio di Tokyo Ovest, era stato affidato al suo laboratorio.
Kōno
Scienziato responsabile del settore ricerca di Tokyo Est. Si mormora che sia un disertore di Tokyo Ovest, fuggito oltre il confine e passato alla nazione nemica. In realtà Kono è un androide di ultima generazione trafugato dai militari dell'Est alla fazione nemica. Provare sentimenti l'ha reso subito conscio di essere diverso dai suoi simili, mere macchine ubbidentienti ciecamente agli uomini, e così, guadagnatosi una posizione di dirigente scientifico per le sue grandi conoscenze, ha concentrato ogni suo sforzo nell'obiettivo di dare la vita ad altre intelligenze artificiali senzienti dotate di sentimento. Il suo lavoro ha portato alla nascita di Platino.

## Manga

### Volumi
| Nº | Giapponese 「Kanji」 - Rōmaji                    | Data di prima pubblicazione | Data di prima pubblicazione |
| Nº | Giapponese 「Kanji」 - Rōmaji                    | Giapponese                  |                             |
| 1  | 「いつか好きだと言って」 - Itsuka Sukida to Itte | maggio 1995 ISBN 4832280023 |                             |